# Cocos Island Contingency Reception Centre

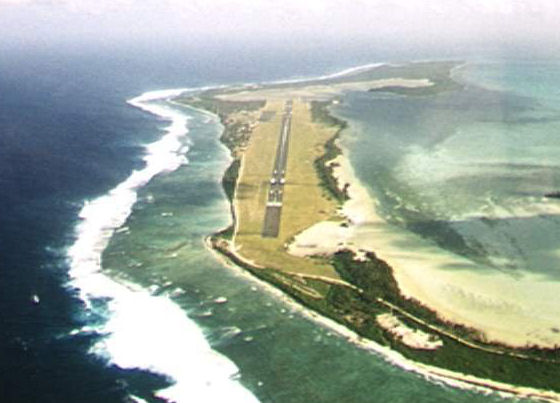
Luftbild von West Islands

Das Cocos Island Contingency Reception Centre war eine zeitweise betriebene australische Einwanderungshaftanstalt, die sich auf West Island befand, eine der Inseln der Cocos Islands. Betrieben wurde das Lager von der australischen Regierung. In diesem Flüchtlingslager wurden sogenannte Boatpeople in Einwanderungshaft festgesetzt, die einen Asylantrag im Australien stellen wollten.

## Australisches Migrationsrecht
Mit dem Migration Amendment (Excision from Migration Zone) Act 2001 hat das australische Parlament die Außengebiete Ashmore- und Cartierinseln, Kokosinseln und die Weihnachtsinsel, obwohl australische Hoheitsgebiete, von seiner Migrationzone gestrichen. Boatpeople, die dort anlanden, können keinen Asylantrag stellen, im Gegenteil, sie begehen nach australischem Recht eine Straftat und können jederzeit abgeschoben oder in Einwanderungshaft genommen werden.

## Lage
West Islands ist eine kleine, weitab im Pazifik liegende Insel des Atolls South Keeling Islands. Die Insel wird von einer Landebahn dominiert, die im Zweiten Weltkrieg große militärstrategische Bedeutung hatte.

## Lagerleben
Nach Auffassung der australischen Menschenrechtskommission war die Infrastruktur des Flüchtlingslagers nicht nur unterentwickelt, sondern für eine längere Verweildauer völlig ungeeignet. Es gab lediglich eine kleine Klinik, ein zentrales Aufenthaltsgebäude und einen Aufenthaltsraum auf dem Gelände des Flughafens. Die Freizeitbetätigung war auf der Insel minimal. Es gab keinerlei englischen Sprachunterricht, was sonst in derartigen Lagern üblicherweise angeboten wurde. Unter Beobachtung war das Fischen und Kochen am Inselstrand möglich.
Es gab keine Kontakte nach außen, weder gab es Zeitungen, Magazine oder Fernsehgerät. Die Lagerinsassen konnten nicht telefonieren. Es gab ein Telefon nur für die Lagerbediensteten und das zuständige australische Ministerium. In diesem Raum gab es zwei Faxgeräte. Falls ein Lagerinsasse ein Fax an seine Familie oder an seinen Rechtsanwalt versenden wollte, musste er hierfür bezahlen. Aufgrund der nichtvorhandenen Telefongeräte für die Lagerinsassen konnte nach Aussagen der Menschenrechtskommission diese kein einziges Telefoninterview von Australien aus durchführen.
Das Lager wurde von einem privaten Dienstleistungsunternehmen betrieben, dem Australasian Correctional Management (ACM). Die Rechtsaufsicht über das Lager lag in den Händen eines australischen Ministeriums, dem Department of Immigration and Multicultural Affairs (heute 2009: Department of Homeaffairs).
Das Lagergebäude, in dem im Januar 2002 131 Lagerinsassen untergebracht waren, darunter 122 Männer, 4 Frauen und 3 Jungen, darunter ein unbegleiteter Junge und 2 Mädchen, war ursprünglich eine Viehquarantäne-Station. Als die Menschenrechtskommission vom 25. bis 26. Januar 2002 das Lager aufsuchte, befanden sich dort Personen aus Vietnam und Sri Lanka. Lagerinsassen gaben gegenüber der Menschenrechtskommission an, dass sie sich teilweise seit Monaten auf der Insel befänden. Die Menschenrechtskommission nahm an, dass vor ihrer Ankunft Lagerinsassen ins Nauru Regional Processing Centre nach Nauru und Manus Regional Processing Centre auf Papua-Neuguinea deportiert worden waren.

## Lagerauflösung
Bekannt wurde, dass im Zuge der Lagerauflösung 33 Asylsuchende aus Sri Lanka in ihr Heimatland zurückgebracht wurden und weitere 62 Personen aus Sri Lanka verließen die Insel am 16. Februar 2001 und wurden ins Christmas Island Immigration Reception and Processing Centre auf Christmas Islands transportiert.
Das Lager auf West Islands wurde im März 2002 aufgegeben.